# The Lay of Aotrou and Itroun
The Lay of Aotrou and Itroun („Das Lied von Aotrou und Itroun“) ist eine lyrische Erzählung des britischen Schriftstellers und Philologen J. R. R. Tolkien, die er im Jahr 1930 in Gedichtform verfasst hat. Sie besteht aus 508 Zeilen und wurde im Dezember 1945 im Welsh Review erstmals veröffentlicht.

## Hintergrund
Aotrou und Itroun sind Bezeichnungen aus der bretonischen Sprache und bedeuten so viel wie „Herr“ und „Herrin“ oder englisch „Lord“ und „Lady“. Das Gedicht ist in der Art eines Bretonischen Lais verfasst, wie sie in der mittelenglischen Literatur im 12. Jahrhundert weit verbreitet waren. Ein solches Lai kann auch als narrative Lay (erzählendes Lai) bezeichnet werden. Die mittelalterliche Erzählung des Sir Orfeo, die von Tolkien übersetzt wurde, ist ebenfalls in dieser Form verfasst.
Es handelt von den Konflikten zwischen den heroischen, ritterlichen und den Werten des Christentums, und ihre Beziehung oder Auswirkung auf die Institution Ehe. Ein Lai wird oftmals von einem Barden vorgetragen und von Harfenmusik begleitet.

## Inhalt
Aotrou und Itroun waren ein Paar aus bretonischem Adel, jedoch blieb ihre Ehe kinderlos. Daher sucht Aotrou eine Zauberin auf die Abhilfe schaffen sollte. Daraufhin wird Itroun tatsächlich schwanger und bringt Zwillinge zur Welt. Die Corrigan fordert die Liebe Aotrous als Bezahlung für ihren Dienst ein. Doch Aotrou bricht sein aus ritterlicher Ehre gegebenes Wort zugunsten der christlichen Wertvorstellung von der Ehe. Darüber ist die Corrigan erbost und sie spricht einen Fluch über Aotrou aus. Das traurige Ende der Geschichte kündet schon vom Verfall dieses Hauses, denn die Kinder wachsen ohne Eltern auf.
Das Lai beginnt mit den Versen:

“In Britain’s land beyond the seas the wind blows ever through the trees; in Britain’s land beyond the waves are stony shores and stony caves. […]”
„Im Lande Britannien hinter dem Meer bläst der Wind ewig durch die Bäume her; Im Lande Britannien hinter den Wellen sind steinige Küsten und steinige Höhlen.“
Hier wird deutlich, dass sich diese fiktive Geschichte auf der Halbinsel Bretagne ereignet. Zunächst erfolgt eine Beschreibung des Zustandes, wie er lange nach den Ereignissen vorgefunden wurde. Ein altes, verfallenes, von Pflanzen überwuchertes Gebäude, wo einst in einer herrschaftlichen Halle ein Graf und eine Gräfin lebten und auf dessen Türmen Wächter das Meer überwachten. Doch ein dunkles Schicksal fiel auf den Grafen, so verkünden es die Britischen Harfen.

## Die Erzählung
Hier beginnt die eigentliche Handlung: Der Graf wird des Nachts zunehmend von Alpträumen geplagt, dass sein Reich in die Hände fremder Herren fallen werde, wenn er keinen Erben hätte, der es schützt und sein Grab und Andenken in Ehren hält. Es gibt dort eine Frau, die einsam in einem abgelegenen Tal in einer finsteren Höhle lebt, die von Mensch und gezähmtem Getier gemieden wird.
Nach den ersten 38 Zeilen wird die Einleitung wieder aufgegriffen, „In Britains land beyond the waves are stony hills and stony caves; […]“. Der Graf begibt sich zu dieser Frau, um ihre Künste in Anspruch zu nehmen, sie erkennt seinen Wunsch, bevor er ihn ausspricht, und überreicht ihm einen Zaubertrank. Doch als er sie mit Gold entlohnen möchte, da spricht sie: „Nein, dankt mir noch nicht, ich werde meinen Lohn erst erwählen, wenn sich euer Wunsch erfüllt hat, und dann werden wir sehen, was ich auswähle, Gold vielleicht oder einen eurer Schätze.“
Auch danach wird der neue Abschnitt wieder eingeleitet, “In Britain ways are wild and long, and woods are dark with danger strong; and sound of seas is in the leaves, and wonder walks the forest-eaves. […]”. Der Graf hat in der folgenden Nacht einen wundervollen Traum, in dem er mit seinen noch ungeborenen Kindern durch seine Gärten wandert. Glücklich erwacht er und plant ein Freudenfest zu veranstalten, die Liebe zu seiner Gemahlin zu erneuern und zu beten und zu hoffen, dass er einen Erben erhalten möge.
Der nächste Übergang kündet dies an: “In Britain’s land across the seas the spring is merry in the trees; the birds in Britain’s woodlands pair when leaves are long and flowers are fair.[…]”. Die Gräfin bringt zwei Kinder zur Welt, einen Knaben und eine Maid, darüber ist der Graf so glücklich, dass er ihr einen Herzenswunsch erfüllen möchte, egal wie schwierig das auch sei. Sie bittet ihn zu bleiben, erzählt ihm jedoch, dass es sie nach kühlem Wasser und dem Fleisch eines Rehs gelüste. Doch wichtiger sei ihr seine Nähe, als die Erfüllung dieses Wunsches.
Der verhängnisvolle Wortbruch

“In Brittany beyond the seas the wind blows ever through the trees; in Brittany the forest pale marches slow over hill and dale. […]”. Der Graf begibt sich in die Wälder von Brocéliande, um dort etwas zu erbeuten und kristallklares Wasser zu finden. Zwischen den Bäumen erblickt er eine weiße Hirschkuh, der er unbedacht sofort nachjagt. Er verliert die Spur und als die Nacht hereinbricht kommt er zu einem Springquell an einer silbernen Grotte. Er trinkt von dem Wasser und gewahrt daraufhin die Corrigan, die ihn erwartet hat. Sie fordert als Lohn, er solle sich mit ihr vermählen und bei ihr bleiben. Er jedoch lehnt dies ab, woraufhin sie ihn verflucht, nur noch drei Tage sollten ihm bleiben zum Leben. Die verhängnisvollen Worte, die sie daraufhin wechselten:
“In Britain’s land beyond the waves are forests dim and secret caves; in Britain’s land the breezes bear the sound of bells along the air to mingle with the sound of seas for ever moving in the trees. […]” Der Graf reitet geschwind heim, bricht auf der Schwelle kraftlos zusammen und fällt in einen fiebrigen Schlaf, in dem ihm noch einmal die Corrigan erscheint. Nun ist sie alt fordert noch immer ihren Lohn, der jetzt sein Tod ist. Itroun erwartet freudig die Rückkehr ihres Gatten, als sie am dritten Tage erwacht, wird ihr noch immer verheimlicht, dass er bereits sterbend im Bette liegt.
Das tragische Ende

“In Brittany she heard the waves on sounding shore in hollow caves. The day wore on till it was old; she heard the bells that slowly tolled. […]”. Sie hört verwundert die Totenglocke läuten und als sie ihren Gemahl tot in der Kirche vorfindet, wird auch sie von Trauer befallen zu Bett geführt und stirbt. Gemeinsam liegen sie im Grabe und können ihre Kinder nicht aufwachsen sehen.
“In Brittany beyond the waves are sounding shores and hollow caves; in Brittany beyond the seas the wind blows ever through the trees. […]”. Somit schließt sich der Kreis und das Anfangsmotiv wird erneut aufgegriffen. Nun ist die Geschichte vom Grafen und seiner Gemahlin und deren dunklem Schicksal erzählt und das Lai schließt mit den Worten:

## Rezeption
Jessica Yates sagt in ihrer Studie The Source of „The Lay of Aotrou and Itroun“ über das Gedicht, dass sie glaubt, es habe eine bestimmte „source“ (Quelle). Zunächst stellt sie jedoch bei der Analyse einen Vergleich zwischen einem solchen Ursprung und einer Analogie oder einem Kognat an.
Die oftmals anonymen Werke aus der mündlichen Überlieferung (Balladen, Volksmärchen, Volkslieder), welche es in zahlreichen Varianten und Sprachen gibt, werden Analoga genannt. Hier kann nicht festgestellt werden, ob ein einzelner eine Erzählung, wie beispielsweise Cinderella (in über 500 Versionen weltweit), erdachte oder ob sie unabhängig voneinander entstanden sind. Diese werden daher gesammelt und miteinander verglichen. Durch die mündliche Weitergabe sind sie einem regionalen Wandel unterzogen und ebenso der dichterischen Freiheit des Erzählers. Als Kognate werden Geschichten bezeichnet, die sozusagen „einen gemeinsamen Vorfahren“ haben.

“A source, however, is the version which the storyteller uses to recreate the story in his own words. I hope to show that ‘Aotrou and Itroun’ had a definite source which Tolkien consulted, and also that he was aware of the tale’s many analogues throughout Europe.”

„Ein Ausgangspunkt ist jedoch die Version, die der Erzähler verwendet, um die Geschichte neu in seinen eigenen Worten wiederzugeben. Ich hoffe zu zeigen, dass ‚Aotrou und Itroun‘ eine bestimmte Quelle hatte, die Tolkien konsultierte, und auch, dass er Kenntnis von den vielen Analoga der Geschichte in ganz Europa hatte.“

Sie stimmt dabei nicht hundertprozentig mit Thomas Alan Shippey überein, der darüber sagte:

“Its kernel, interestingly, is also in Wimberly, who quotes the Breton song of ‘Le Seigneur Nann et la Fee’, about a childless lord who gets a fertility potion from a witch and promises her her own reward; later she leads him into the woods in the shape of a white hart, only to reveal herself and demand his love as payment.”

„Sein Kern wird interessanterweise auch in Wimberly im Bretonischen Lied ‚Le Seigneur Nann et la Fee‘ zitiert, wo ein kinderloser Lord einen Fruchtbarkeitstrank von einer Hexe bekommt und ihr dafür eine Belohnung verspricht; später führt sie ihn in der Gestalt eines weißen Hirsches in den Wald, nur um sich ihm zu zeigen und seine Liebe als Lohn einzufordern.“

Jessica Yates vermutet eher die von Francis James Child gesammelten Balladen (Eintrag: „Clerk Colvill“, Nr. 42) als Quelle für Tolkiens Werk. Die vierte bretonische Version trägt den Titel Aotrou Nann hag ar Corrigan („Lord Nann und die Corrigan“). Die Rahmenhandlung dieser Erzählung sei hier kurz wiedergegeben:
- Der Clerk (junger Mann) erhält von seiner Gemahlin die Warnung, den Fluss zu meiden, an dem eine Hübsche Maid zu finden sei. Der Clerk verspricht, diese nicht aufzusuchen, hält dieses Versprechen jedoch nicht. Danach leidet er unter einem schrecklichen Kopfschmerz und versucht die Maid zu töten, die ins Wasser flüchtet. Er kehrt nach Hause zurück und stirbt. (Child vermute, dass er vor seiner Ehe eine Affäre mit dem Wassernymphe hatte, obwohl dies nicht klar aus dem Text hervorgehe und der Tod die Strafe für die Auflösung dieser Beziehung sei).
- Die skandinavischen Versionen, mit Titeln wie Elveskud oder mit einem Helden namens Olaf beschreiben, wie Sir Olaf kurz vor seiner Vermählung ausreitet und die Elfen tanzen sieht. Er weigert sich, mit ihnen zu tanzen, da sie als heidnisch angesehen werden und wird dafür von ihnen entweder verflucht oder verwundet. Er kehrt nach Hause zurück und stirbt, manchmal seine Verlobte ebenfalls. Olaf hatte keine früheren Bekanntschaft mit den Elfen, und ein neues Element findet Einzug in die Geschichte – die Ursache für seinen Tod muss vor seiner Braut verheimlicht werden.
- Die französischen Versionen nehmen ein Element der bretonischen wieder auf, dass der Held und seine Frau bereits ein Kind oder Kinder hatten, sie lassen dafür jedoch die Fee, Elfe oder Hexe weg. Der Held Renaud kehrt tödlich verwundet aus dem Krieg oder von der Jagd nach Hause zurück. Die Geschichte konzentriert sich hier mehr auf die Situation der jungen Mutter. Als diese vom Tod ihres Gatten erfährt, stirbt sie fast immer an gebrochenem Herzen. Die italienischen Fassungen sind ähnlich, dort hat der Held den Namen Rinaldo.

Als weitere Quelle gib Yates einen Text von Théodore Hersart de La Villemarqué „The Clerk of Rohan“ an. (Rohan ist ein realer Ort in der Bretagne ohne direkten Bezug zu Tolkiens Mittelerde).
- Die Geschichte handelt von einer Frau, die verleumdet wurde und deren Mann diese Anschuldigungen glaubt. Nur in dieser Version kommen Zwillingskinder vor, der Ritter verfolgt auf der Jagd eine weiße Hirschkuh und, ebenfalls nur in dieser Erzählung, wird der Begriff Korrigan mit einem Bezug zum Gold genannt.

« Et il trouva un petit ruisseau pres de la grotte d’une Korrigan,[…] La Korrigan etait assisse au bord de sa fontaine, et elle peignait ses longs cheveux blonds, Et elle les peignait avec un peigne d’or (ces dames-la ne sont point pauvres). »

„Und er fand einen kleinen Bach nahe der Grotte einer Korrigan,[…] Die Korrigan saß am Rande einer Quelle und kämmte ihre langen blonden Haare, Und sie kämmte sie mit einem goldenen Kamm (denn diese Damen sind nicht arm).“

In der Ballade „The Clerk of Rohan“ wird die Erzählung folgendermaßen wiedergegeben: Die Gemahlin von Lord Nann hatte Zwillinge, einen Jungen und ein Mädchen. Er fragt sie, was sie am meisten begehrt, und sie antwortet: ‚Das Fleisch von einem Hirsch‘. Daraufhin reitet er in den Wald und jagt eine weiße Hirschkuh, die ihn zum Brunnen einer Korrigan führt. Sie verlangt seine Liebe und die Eheschließung und droht ihm andernfalls mit dem Tod oder leidvoller Krankheit. Er weigert sich, kehrt nach Hause zurück und bittet seine Mutter, ihm das Sterbebett zu bereiten, dies jedoch vor seiner Gemahlin geheim zu halten. Als diese drei Tage darauf zur Aussegnung (ein traditioneller Ritus, dem junge Mütter unterzogen wurden) in die Kirche gehen will, sagt ihre Schwiegermutter, sie solle zu diesem Anlass ein schwarzes Gewand tragen. Als sie das Grabmal ihres Gatten erblickt, kniet sie nieder und stirbt an gebrochenem Herzen. Sie wird im selben Grab zur letzten Ruhe gelegt und dort wachsen zwei Eichen empor, aus deren Zweigen zwei weiße Tauben auffliegen.